# Disyuntivismo

Diagrama de una disyunción lógica. El área coloreada contiene los elementos de A o los elementos de B. De manera similar, el disyuntivista cree que la apariencia de un objeto es la percepción de ese objeto o bien una experiencia ilusoria sin un objeto.

El disyuntivismo es una teoría de la filosofía de la percepción. Fue propuesto en el contexto de una controversia con, entre otras, la teoría de los datos de los sentidos, a la que se opone. El disyuntivismo es una forma de justificación del realismo directo, que afirma que la percepción nos da acceso directo a la realidad del mundo.

## Percepción verídica y alucinación
Para los partidarios del disyuntivismo, la teoría de los datos de los sentidos no permite distinguir claramente entre alucinaciones o ilusiones perceptivas, por un lado, y una percepción auténtica, por otro. De hecho, existe una disyunción entre el caso de la alucinación (y en menor medida de la ilusión) y el caso de la percepción propiamente dicha: la alucinación no se opone a la percepción verídica en la medida en que es una percepción errónea del mundo, sino en la medida en que no es una percepción, porque es de naturaleza diferente a la percepción. Las percepciones verídicas y las alucinaciones no son miembros de una clase común de estados o acontecimientos mentales.
Según la teoría disyuntivista, lo único común a las percepciones verídicas y a las alucinaciones es que, en ambos casos, el sujeto puede afirmar de buena fe que está percibiendo algo, ya sea porque efectivamente tiene una percepción, o porque no sabe que no está percibiendo algo.

## Realismo directo
Los defensores del disyuntivismo defienden esta posición porque creen que la percepción verídica es una percepción externa que contiene el objeto mismo de la experiencia. Éste existe en el mundo independientemente de la mente, pero es accesible directamente a la percepción del sujeto. Por el contrario, no hay ningún objeto externo en la experiencia alucinatoria al cual referirse. Por tanto, esta forma de experiencia no es una experiencia perceptiva.
Introducido por primera vez en la literatura contemporánea por Michael Hinton, el disyuntivismo se asoció más tarde con John McDowell. Los disyuntivistas suelen argumentar que una virtud importante de su visión es que nos recuerda el sentido común de que los objetos que percibimos son objetos que existen en el mundo independientemente de nosotros.